# Erwin Sánchez
Erwin Sánchez Freking (Santa Cruz de la Sierra, 19 de outubro de 1969) é um ex-futebolista e atual treinador de futebol boliviano. Na época de jogador, foi apelidado de Platini, por seu estilo de jogo semelhante parecido com o do lendário francês Michel Platini.

## Clubes
Revelado pelo Destroyers em 1987, destacou-se no futebol português, Benfica e Estoril, porém seria no Boavista que Sánchez faria sucesso, em 3 passagens pelos Axadrezados, onde atuou em 219 jogos e marcou 44 gols.
Em seu país, defendeu, além do Destroyers, o Bolívar e o Oriente Petrolero, onde se aposentou aos 35 anos.

## Seleção Boliviana
Jogou a Copa de 1994, tornando-se o autor do primeiro e único gol de sua seleção na história dos Mundiais (Bolívia 1–3 Espanha). Participou também de 5 edições da Copa América, ficando com o vice-campeonato em 1997, e da Copa das Confederações de 1999, a única do país. Por La Verde, Sánchez jogou 57 vezes, marcando 15 gols.

## Treinador
Em janeiro de 2003, Sánchez perderia o restante da temporada ao sofrer uma lesão do ligamento anterior. Com a saída de Jorge Pacheco, em 2004, foi escolhido como novo técnico do Boavista, fazendo sua estreia na função.
Entre 2006 e 2009, comandou a Seleção da Bolívia, porém seu desempenho deixou a desejar: em 53 jogos, o Platini boliviano sofreu 37 derrotas e venceu apenas 9 vezes - o destaque foi a goleada por 6 a 1 sobre a Argentina, em La Paz.
Treinou ainda o Oriente Petrolero e o Blooming antes de voltar ao Boavista em 2015, para evitar o rebaixamento da equipe. Uma sequência de resultados ruins fez com que Sánchez perdesse o emprego.

## Títulos
Seleção Boliviana
Copa América de 1997 2º Lugar
Boavista Fc
Campeonato Português de Futebol: 2000–01
Benfica
Campeonato Português de Futebol: 1990/91
Boavista Fc
Taça de Portugal: 1997